# Anta das Tapadas de Pedro Álvaro
Die Anta das Tapadas de Pedro Álvaro, auch Anta de Pedro Álvaro oder Anta do Pêro d' Alva genannt, ist eine Megalithanlage etwa 6,5 km nördlich Castelo de Vide, in der Gemeinde (portugiesisch Freguesia)  Santa Maria da Devesa im Kreis (portugiesisch Concelho) Castelo de Vide, Distrikt Portalegre im nordöstlichen Alentejo.
Anta, Mámoa, Dolmen, Orca und Lapa sind die in Portugal geläufigen Bezeichnungen für die ungefähr 5000 Megalithanlagen, die während des Neolithikums im Westen der Iberischen Halbinsel von den Nachfolgern der Cardial- oder Impressokultur errichtet wurden.

## Denkmalpflege
1867–1868 wurde die Anlage durch Pereira da Costa ergraben und publiziert.
Das Megalithgrab wurde 1910 als Monumento Nacional eingetragen und geschützt, ist heute aber in einem schlechten Zustand.

## Befund
Die polygonale Grabkammer wird durch sieben Tragsteine (Orthostaten) aus Granit gebildet und war mit einem heute verlagerten Deckstein geschlossen. Fünf der ehemals sieben unregelmäßig dreieckigen Tragsteine wurden noch in situ angetroffen und sind heute soweit nach innen geneigt, dass sie das Grab annähernd nach oben abschließen.
Die Anlage wurde ohne Korridor errichtet und die ehemalige Überhügelung (Mámoa) des Grabes ist kaum erhalten. Konzentrationen von Granitbruchsteinen verschiedener Größen im Bereich der ehemaligen Mamoa geben der Vermutung Raum, dass es sich hierbei um eine Überhügelung vom Cairn–Typ gehandelt haben könnte.

## Funde
Über eventuelle Funde der Grabung von 1867 bis 1868 liegen keine Informationen vor.